# Danilo Pantić
Danilo Pantić, né le 26 octobre 1996 à Ruma, à l'époque en république fédérale de Yougoslavie, est un footballeur serbe. Il évolue au poste de milieu de terrain au Partizan Belgrade.

## Carrière

### En équipe nationale
Il participe avec la sélection serbe des moins de 19 ans au championnat d'Europe des moins de 19 ans 2014 organisé en Hongrie. La Serbie atteint les demi-finales de la compétition, en étant battue par le Portugal.

## Statistiques
| Saison                | Club                  | Championnat           | Championnat | Championnat | Coupe(s) nationale(s) | Coupe(s) nationale(s) | Compétition(s) continentale(s) | Compétition(s) continentale(s) | Compétition(s) continentale(s) | Total | Total |
| Saison                | Club                  | Division              | M.          | B.          | M.                    | B.                    | Comp.                          | M.                             | B.                             | M.    | B.    |
| 2012-2013             | Partizan Belgrade     | SuperLiga             | 1           | 0           | 0                     | 0                     | C1+C3                          | 0+0                            | 0+0                            | 1     | 0     |
| 2013-2014             | Partizan Belgrade     | SuperLiga             | 10          | 1           | 0                     | 0                     | C1+C3                          | 0+0                            | 0+0                            | 10    | 1     |
| 2014-2015             | Partizan Belgrade     | SuperLiga             | 7           | 1           | 0                     | 0                     | C1+C3                          | 1+5                            | 0+0                            | 13    | 1     |
| Sous-total            | Sous-total            | Sous-total            | 18          | 2           | 0                     | 0                     | -                              | 6                              | 0                              | 24    | 2     |
| 2014-2015             | Vitesse Arnhem (prêt) | Eredivisie            | 0           | 0           | 0                     | 0                     | -                              | -                              | -                              | 0     | 0     |
| 2015-2016             | Vitesse Arnhem (prêt) | Eredivisie            | 6           | 0           | 0                     | 0                     | C3                             | 2                              | 0                              | 8     | 0     |
| Sous-total            | Sous-total            | Sous-total            | 6           | 0           | 0                     | 0                     | -                              | 2                              | 0                              | 8     | 0     |
| Total sur la carrière | Total sur la carrière | Total sur la carrière | 24          | 2           | 0                     | 0                     | -                              | 8                              | 0                              | 32    | 2     |

## Palmarès
Il est champion de Serbie en 2015 et remporte la Coupe de Serbie avec le Partizan Belgrade.